# Histoire des sciences et techniques en Chine
L'histoire des sciences et des techniques en Chine est l'occasion de découvrir les contributions d'une civilisation non occidentale à un développement précoce des savoirs. Contributions qui, depuis Marco Polo notamment, ont été reconnues en Occident jusqu'à inspirer une véritable fascination européenne pour la civilisation Chinoise. Le mythe d'un « retard chinois » entre le XVe et le XXe siècle reste un sujet de discussion historique.
Durant l'Antiquité, indépendamment des philosophes grecs, les penseurs et les techniciens chinois ont contribué à des progrès significatifs de l'humanité dans de nombreux domaines.
Le premier exemple d’outil de calcul complexe est l’abaque, qui connut diverses formes, jusqu’au boulier toujours utilisé en Chine.
L'astronomie chinoise s'est développée sur plusieurs siècles et s'est longtemps montrée en avance sur celle du monde occidental. Elle a toutefois été précédée de plusieurs millénaires par l'astronomie sumérienne ou égyptienne. Un très grand nombre d'observations antérieures à la fin du Moyen Âge sont sans comparaison avec ce qui se faisait dans le monde occidental. Une des finalités du développement de l'astronomie était de nature divinatoire. Les premières observations de comètes, d'éclipses solaires et de supernovæ furent faites en Chine.
En physique, les travaux sur le magnétisme permirent aux Chinois de mesurer avec précision la déclinaison d'une boussole.
En médecine, l'acupuncture et l'usage des plantes médicinales fut précoce et développé. Les alchimistes taoïstes ont été des pionniers. Le personnage mythologique Shennong, est réputé avoir goûté de nombreuses substances pour tester leurs vertus médicinales, à la suite de quoi il a écrit une des premières pharmacopées incluant 365 remèdes issus de minéraux, plantes, animaux.
L'un des aspects les plus remarquables de la civilisation chinoise est l'invention de technologies, souvent plusieurs siècles avant leur apparition ou leur transmission ailleurs. Parmi les principales inventions chinoises figurent la porcelaine, la sériciculture (soie), la boussole, le papier, l'imprimerie, les caractères mobiles (imprimerie), l'acier, le gouvernail de poupe, le compas (sous la dynastie Xia, environ 2205 à 1767 avant notre ère, d'après une citation dans le Shiji), la brouette (la brouette chinoise utilise une roue centrale permettant de porter des charges bien plus importantes que la brouette occidentale), l'abaque, le harnais du cheval, les étriers, l'horlogerie, la ferronnerie, les pâtes, le papier monnaie, la poudre à canon, le canon, le mousquet, l'arbalète, la roquette et lance-roquettes multiple, la torpille, les allumettes, le trébuchet.

## Des débuts précoces
La Chine connaît tout d'abord une période néolithique d'agriculture du millet (dans la culture de Yangshao) et du riz avec un fort développement de l'irrigation. L'élevage concerne les espèces de porc, chien et poulet.

### Royaumes combattants (duVesiècleà221av. J.-C.)
Cette époque est féconde sur le plan scientifique. Les Chinois découvrent ce que l'on nomme habituellement le théorème de Pythagore (que les Babyloniens connaissaient quinze siècles avant l'ère chrétienne). Ils identifient la comète de Halley et comprennent la périodicité des éclipses.
Ils inventent la fonte de fer, que l'Europe ne connaîtra qu'au XVIIIe siècle. Durant la période des Royaumes combattants, apparaît l'arbalète.

### Sous les Han (206av. J.-C.à220av. J.-C.)

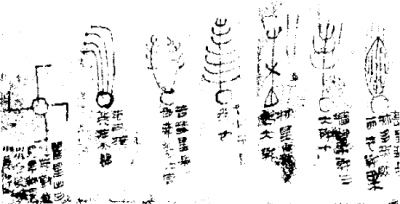
Partie d’un Atlas des comètes sur soie, dynastie Han.

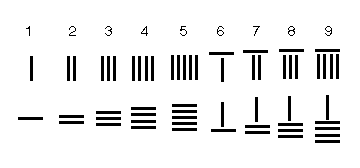
La numération à bâtons s'écrit avec deux séries de chiffres, l'une pour les unités, l'autre pour les dizaines, celle des unités est reprise pour la centaine, etc.

Sous les Han occidentaux, les socs d’araire en fonte, apparus sous les royaumes combattants, se répandent. La traction animale se développe grâce au harnachement de garrot, plus efficace que le collier à sangle de gorge. Les systèmes d’irrigation sont étendus dès le règne de Gaozu, et le système de rotation des cultures amélioré.
La première représentation connue d’un gouvernail d'étambot est un modèle de bateau découvert dans une tombe chinoise du Ier siècle av. J.-C.
En 104 av. J.-C., est promulgué le calendrier taichu, premier véritable calendrier chinois. En mathématiques, les Chinois inventent, vers le IIe siècle av. J.-C., la numération à bâtons. Il s'agit d'une notation positionnelle à base 10 comportant dix-huit symboles, avec un vide pour représenter le zéro, c'est-à-dire la dizaine, centaine, etc. dans ce système de numérotation (comme nous le faisons, à la suite des Indiens et des Arabes). En raison de son usage très approprié au calcul, beaucoup de mathématiciens chinois de l'époque adoptèrent cette numération pour leurs travaux.
En 132, Zhang Heng (張衡) invente le premier sismographe pour la mesure des tremblements de terre et est la première personne en Chine à construire un globe céleste rotatif. Il invente aussi l'odomètre.
La médecine progresse sous les Han orientaux avec Zhang Zhongjing et Hua Tuo, à qui l'on doit en particulier la première anesthésie générale.
À la même époque, dans le Zhejiang, la porcelaine apparaît, elle n'est pas une invention en tant que telle mais plutôt une amélioration progressive des techniques du feu et de l'usage du kaolin. Le secret de sa fabrication ne sera percé qu'au XVIIe siècle en Europe.

### Dynasties du Nord et du Sud
À la fin de la période des Trois Royaumes de Chine, en 263, Liu Hui commente et complète Les Neuf Chapitres sur l'art mathématique qui recense le savoir mathématique chinois. Il invente le principe de Cavalieri plus de 1 000 ans avant ce dernier.
Sous les dynasties du Nord et du Sud, le mathématicien et astronome Zu Chongzhi (429—500) développe le calendrier Daming introduit en 465 et  dérive deux approximations de π, 355/113 et 22/7, il faut attendre mille ans avant que l'humanité produise un meilleur résultat. Toutefois les mathématiciens grecs (Archimède, Ptolémée) avaient déjà établi que π=3,1416.
Les premières armes à feu apparaissent en Chine au Ve siècle avec les lances à feu (Huo Sang), espèce de lance-flammes, à l’efficacité pratique restreinte sur un champ de bataille mais utile pour ses qualités incendiaires et présentant une efficacité psychologique certaine sur des novices.

### Sous la dynastie Song

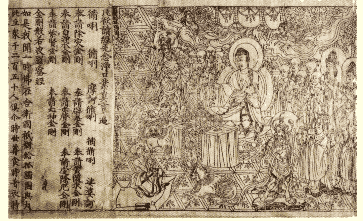
Le Sūtra du Diamant, le livre imprimé connu le plus vieux. Dynastie Tang, 868.

L'enrichissement du pays et surtout l'insuffisance de la production de cuivre pousse le gouvernement Song à introduire la monnaie papier en 1024. Cette richesse profite aux sciences. Le mathématicien Shen Kuo (1031-1095) introduit la fonction sinus. Dans son livre Mengxi Bitan (1088), Shen est le premier à décrire le compas à aiguille magnétique qui sera utilisé pour la navigation. Shen Kuo a fait des versions améliorées de la sphère armillaire, du Gnomon, du télescope ainsi que du clepsydre. En tant que géologue, il élabore une théorie sur la formation de la Terre, la géomorphologie, en se fondant sur la présence de fossiles marins à terre, ses connaissances sur l'érosion du sol et l'observation des dépôts de limon. 
Pi Cheng (990-1051) invente l'impression typographique.
Su Song (1020—1101) est  le concepteur d'une horloge astronomique à force hydraulique qui utilise l'échappement d'horlogerie. Son mécanisme d'échappement avait déjà été inventé par le moine bouddhiste Yi Xing pour exploiter une sphère armillaire hydraulique mais la tour horloge possède la plus ancienne transmission à chaîne connue, appelée tian ti ou « échelle céleste », comme on peut le voir dans son traité d'horlogerie Xiangfayao Xinyi. Su Song utilise, dans les cartes qu'il publie, la projection de Mercator près de cinq cents ans avant qu'elle soit utilisée en Europe.
Vers la fin cette période féconde, en 1247, Qin Jiushao publie le théorème des restes chinois, utilisé en algèbre modulaire. Son traité contient, pour la première fois en Chine, le signe zéro.

### Sous les Mongols
Guo Shoujing (郭守敬, 1231-1316) intègre l'observatoire de Kubilai Khan où il travaille sur les améliorations à apporter au gnomon. Il calcule la durée de l'année, la fixant à 365,2425 jours, une valeur identique à celle définie par le calendrier grégorien, conçu trois siècles plus tard.

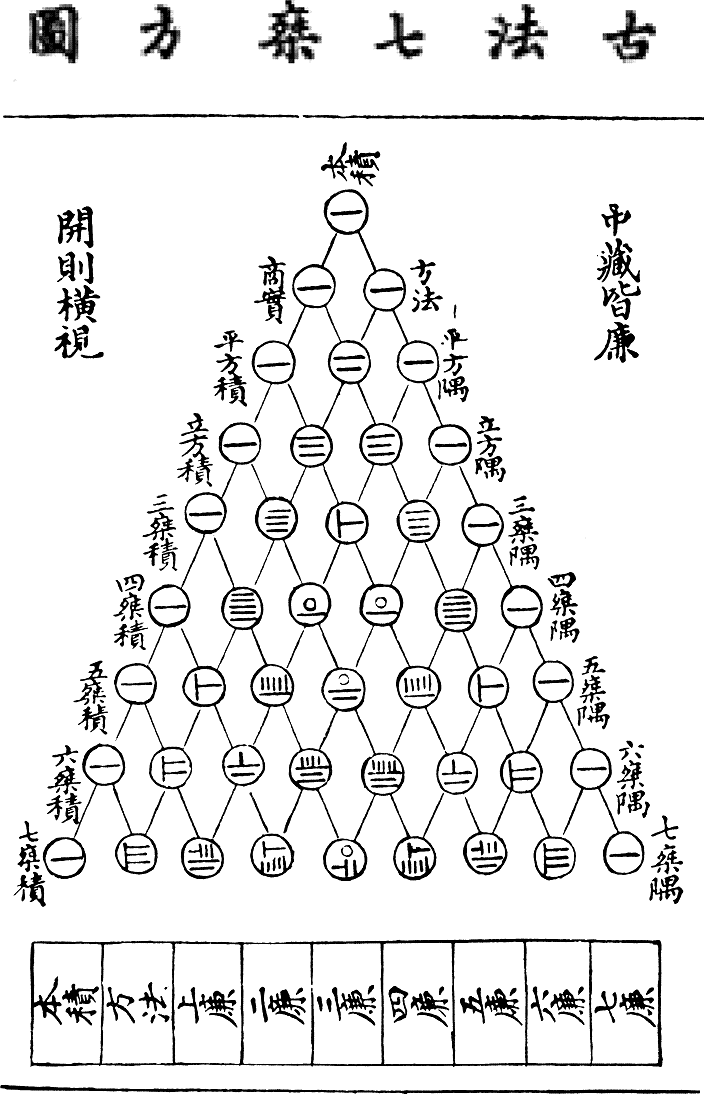
Premier dessin du triangle de Hui par Zhu Shijie.

Yang Hui (vers 1238-1298) publie un traité sur ce que nous connaissons comme le triangle de Pascal et en attribue la paternité au mathématicien chinois du XIe siècle, Jia Xian. Ce triangle permet de présenter les coefficients des différents termes dans la formule du binôme et, selon Victor J. Katz, il était utilisé pour généraliser à des degrés supérieurs à deux la méthode d'extraction de racine. Zhu Shijie (1270-1330) publie Miroir précieux des quatre éléments en 1303, ce livre porte l'algèbre chinoise à son niveau le plus haut. Il inclut une explication de sa méthode des quatre éléments, qui sont utilisés pour signifier quatre quantités inconnues dans une seule équation algébrique. Zhu y explique comment trouver la racine carrée d'un chiffre et y expose le fan fa, aujourd'hui connu sous le nom de la méthode de Horner.

#### Les Mongols, vecteurs de la science chinoise vers l'Occident
De nombreux contacts ont lieu entre les Mongols et les Européens au XIIIe siècle, en particulier au travers de l'alliance franco-mongole. Les corps d'armées chinois sont experts dans l'art du siège et sont intégrés aux forces mongoles. En 1259-1260, le prince Bohémond VI d'Antioche et son beau-père, Héthoum Ier d'Arménie font alliance avec le Mongol Houlagou Khan contre les musulmans en Syrie, prenant Alep puis Damas. Guillaume de Rubrouck, ambassadeur auprès des Mongols en 1254-1255, et ami personnel de Roger Bacon, est souvent cité comme le possible intermédiaire dans la transmission de la poudre à canon. La boussole aurait été rapportée par le templier Pierre de Montaigu entre 1219 et 1223, à la suite d'un voyage auprès des Mongols en Perse.

## Les quatre grandes inventions de la Chine ancienne
Traditionnellement, on considère que la boussole, l'imprimerie, le papier et la poudre à canon sont les « Quatre grandes inventions » de la Chine. Au début du XVIIe siècle, le philosophe anglais Francis Bacon, sans connaître l'origine de ces inventions, remarque que trois d'entre elles : l'imprimerie, la poudre à canon et  la boussole, « ont changé la face du monde ».
« Le papier est, avec l'imprimerie, la boussole et la poudre à canon, l'une des quatre grandes inventions chinoises qui ont contribué à construire l'Occident moderne »

### Boussole

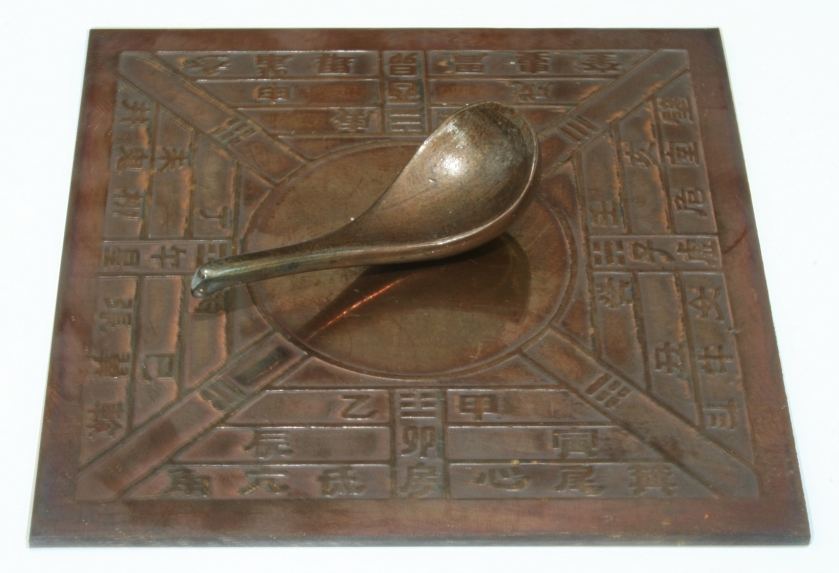
Maquette d'une cuillère indiquant le sud (appelée sinan) du temps des Han (-206 - 220 apr. J.-C.) (il y a quelques discussions sur l'existence historique de l'objet utilitaire correspondant).

La boussole permet de situer la direction : nord, sud, est et ouest. C'était un instrument essentiel pour l'orientation et les voyages.
Il y a quelques désaccords sur la date précise à laquelle fut inventée la boussole. Il existe des références littéraires dignes d'attention qui mettent en évidence son antiquité :
- la première référence littéraire chinoise citant le « magnétisme » se trouve dans un ouvrage du IVe siècle av. J.-C. intitulé Livre du maître de la vallée du diable (鬼谷子) : « la magnétite fait venir le fer à lui, ou l'attire »[21]. Pierre Germa indique dans  le dictionnaire des inventions :

« La boussole vient de Chine; au Ier siècle avant notre ère, les Chinois utilisaient un instrument capable d'indiquer la direction du Sud : c'est la cuiller-montre-sud. »
- la première mention de « l'attraction d'une aiguille par un aimant » se trouve dans un ouvrage chinois composé entre 70 et 80 apr. J.-C. (Lunheng ch. 47): « La magnétite attire une aiguille » (de fer). Ce passage de Louen-heng est le premier texte chinois mentionnant l'attraction d'une aiguille par un « aimant »[23]. En 1948, le savant Wang Chen Tuo construisit une « boussole » sous la forme d'une cuillère indiquant le sud sur la base de ce texte. Cependant, « on ne trouve pas de mention explicite d'un aimant dans le Louen-heng[20] ».
- La première référence à un « instrument d'orientation » magnétique spécifique se trouve dans un livre écrit sous la dynastie des Song et daté de 1040-1044. Il y a la description d'un « poisson indiquant le sud » en fer, flottant dans un bol d'eau, et se dirigeant vers le sud. Cet instrument est décrit comme un moyen de s'orienter « dans l'obscurité de la nuit ».

Le Wujing Zongyao (武经总要, « Réunion des techniques militaires les plus importantes ») précise : Quand les troupes doivent faire face au mauvais temps, ou à la nuit noire, et que l'on n'arrive plus à s'orienter, (...) ils faisaient appel à un instrument mécanique pointant vers le sud, appelé aussi « poisson indiquant le sud ». On parvenait à ce résultat en chauffant du métal (tout particulièrement si c'était de l'acier), selon le procédé connu aujourd'hui sous le nom de « thermo-rémanence », et qui aurait été capable de provoquer un léger état de magnétisation. La première référence de ce type en Europe n'apparaît que vers 1600, lorsque William Gilbert publia son ouvrage De Magnete.

### Imprimerie
Avant d'être perfectionnée par Johannes Gutenberg, la Chine avait déjà connu l'imprimerie à caractères mobiles (au IXe siècle) bien longtemps avant que la Corée et l'Occident ne découvrent cette dernière (au XVe siècle). Cependant cette technique a été abandonnée par les Chinois à l'époque car ce système n'était pas adapté à l'écriture chinoise (les idéogrammes) alors qu'en Occident, l'alphabet, par le nombre très réduit de signes auxquels il fait appel, se prête admirablement à l'imprimerie. 
Les premières traces de papier imprimé retrouvées sont celles des dhāranī, en langue chinoise, de l'impératrice Shōtoku au Japon, datant du VIIIe siècle apr. J.-C. L'impression de ces premiers textes est généralement considérée comme relevant de l'influence chinoise, très forte en cette époque de pénétration de la culture et du bouddhisme chinois au Japon,.
« Selon les auteurs chinois, on aurait commencé à pratiquer l'impression tabellaire ou fixe sur planchettes de bois vers la fin du VIe siècle de notre ère. Dès 1317, un livre coréen est déclaré imprimé à l'aide de caractères fondus; malheureusement, on manque de preuves concrètes à l'appui. En 1403, un décret royal de Htai-Tjong prescrit l'extension du procédé, mais l'Occident n'en a rien su. »

### Papier

Les cinq étapes de la fabrication du papier d'après Cai Lun.

Le papier porteur d'un message le plus ancien connu à ce jour, découvert en Chine, serait daté de 8 av. J.-C., sous la dynastie des Han de l'Ouest (206 av. J.-C., 25 apr. J.-C.). Il s'agit d'un fragment de lettre dont le papier est fait à partir de fibres de lin, sur laquelle une vingtaine de sinogrammes anciens ont été déchiffrés. Il a été trouvé en 2006 à Dunhuang, dans la province du Gansu, et a été daté en fonction d'autres documents écrits trouvés au même endroit de la fouille.
D'après une tradition chinoise, on pensait que le papier était apparu au IIIe siècle av. J.-C. en Chine, sous le règne de Qin Shi Huang (fondateur de la dynastie Qin, 221-206 av J.C.). Une histoire racontait que des personnes auraient alors repéré les dépôts blancs d'écume sur les rochers à la suite des crues et auraient tenté de le reproduire.
D'après une autre tradition chinoise, ce serait Cai Lun,, ministre de l'agriculture qui, en 105, aurait codifié pour la première fois l'art de fabriquer du papier et en aurait amélioré la technique afin de le produire en masse.

### Poudre à canon
La poudre à canon est généralement reconnue comme ayant été inventée en Chine vers le IXe siècle, durant la dynastie Tang (618-907).
La découverte semble avoir pour origine des recherches faites dans les milieux taoïstes de l'époque des Táng, mais fut bientôt suivie par une application militaire dans les années 904-906. Il s'agissait alors de projectiles incendiaires nommés « feux volants » (fēihuǒ 飛火).
La première mention de la formule de la poudre à canon (charbon, salpêtre et soufre) apparaît dans le Wǔjīng zǒngyào 武經總要 de 1044, près de 250 ans avant qu'un texte européen y fasse allusion, en 1285.
La poudre à canon fut une invention majeure car elle permit ensuite l'invention de la fusée, du lance-flammes, des feux d'artifice, des mines terrestres et marines, des premières armes à feu, du canon ou encore du mortier.

## La perte de vitesse par rapport à l'Occident
Selon Joseph Needham, le taoïsme est le mysticisme le moins antiscientifique qui soit, par sa méditation sur le mouvement (cycles naturels), les transformations (alchimie), l'action à distance (magnétisme), etc.  En revanche, le taoïsme a été un frein par sa conception d'une nature spontanée et fondamentalement inconnaissable (subdivisions infinies du Ying et du Yang en Ying/Yang et ainsi de suite).  « Ça n'est pas qu'il n'y a pas d'ordre dans la nature, pour les Chinois, mais plutôt que cet ordre ne provient pas des efforts d'un être personnel et rationnel [Dieu Créateur ] pour codifier cet ordre céleste et éternel, irreprésentable dans un langage terrestre. Le taoïsme, en effet, perçoit cet effort comme naïf, par rapport à l'insondable complexité de l'univers tel que ses maitres le perçoivent ».  Selon Needham, le dépassement scientifique occidental est paradoxalement lié à l'idée d'un Dieu créateur qui imprime sa loi à la Nature. L'homme peut interpréter le langage de la nature. L'idée que la nature puisse parler est totalement étrangère à la pensée chinoise.  Needham attribue d'autres causes à la stagnation chinoise, comme l'empire centralisé (bureaucratie céleste) basé sur le couple paysan/lettré et étouffant toute prédominance militaire, cléricale, ou commerçante, susceptible d'induire des innovations ou des révolutions scientifiques.
Le sinologue John Fairbank, constate que l'Empereur et la caste mandarinale portent peu d’intérêt à la recherche scientifique. Mais, si la Chine a raté le train de la Révolution industrielle, comment a-t-elle pu être aussi en avance pendant si longtemps ?
Dans De l'inégalité parmi les sociétés, Jared Diamond postule que c'est l'absence de frontières naturelles sur le territoire chinois, pour l'essentiel constitué d'une large plaine côtière et de deux immenses vallées fluviales, qui a conduit à un État centralisé sans compétition. Un unique souverain peut étouffer l'innovation. L’Europe au contraire, avec ses chaines de montagne (Alpes, Pyrénées, Carpates, Tatras), ses immenses péninsules facilement défendables (Scandinavie, Grèce, Italie), ses iles (Angleterre, Irlande, Sicile) a donné naissance à des États plus petits, en constante compétition mutuelle mais suffisamment isolés pour se défendre ou se reconstituer en cas d'invasion. Si un souverain choisissait de ne pas suivre le progrès technique (surtout militaire, mais aussi économique), il prenait le risque de se voir supplanter par ses voisins. David Cosandey, dans son ouvrage Le Secret de l'Occident abonde dans son sens en précisant le cas de la Chine et détaillant les moments où la science et les techniques se sont développées : toujours lorsque le pays a été divisé en États rivaux. C'est cette concurrence qui a entrainé le développement économique et aiguillonné les princes à soutenir les savants.

## Retour au premier rang international
L'ouverture au monde promue par Deng Xiaoping dans les années 1980 permirent à la Chine, de regagner dans les années 2000 une place de leader dans les inventions et les technologies. Aujourd'hui la Chine est le premier producteur d'électronique, souvent sous-traitant pour des industriels d'autres pays. Mais elle commence également à créer de nouveaux produits nationaux compétitifs sur le plan international.

Les inventeurs chinois gagnèrent 5 premiers prix, 4 deuxièmes prix et 6 troisièmes prix d'invention au concours Lépine de la Foire de Paris en 2006.
Au niveau technologique, on peut citer par exemple le microprocesseur Loongson aux performances proches des processeurs les plus puissants d'aujourd'hui ou encore les capsules spatiales du programme Shenzhou qui permirent à la Chine d'être le 3e pays à envoyer un homme dans l'espace.
Le président Hu Jintao, annonce en octobre 2007, lors d'un rapport du 17e congrès du PCC que « Le concept scientifique de développement fait partie des théories du socialisme à la chinoise, l'innovation et les technologies sont donc remis un des principaux objectifs du parti communiste chinois ».